# Chapelle de l'Agneau-de-Dieu
Chapelle de l'Agneau de Dieu är ett kapell i Paris, helgat åt Guds Lamm. Kapellet är beläget vid Place Henri-Frenay i Quartier des Quinze-Vingts i tolfte arrondissementet. Kapellet ritades av arkitekterna Stanislas Fiszer och Christian Schwinn och uppfördes åren 1997–1999. På fasaden står det Chapelle – Voici l'Agneau de Dieu. Bronsskulpturen är ett verk av Roseline Granet.

## Omgivningar
- Saint-Antoine-des-Quinze-Vingts
- Square Philippe-Farine
- Passage Raguinot
- Place Henri-Frenay
- Jardin Hector-Malot
- Passage Gatbois
- Rue Roland-Barthes

## Kommunikationer
- Tunnelbana – linjerna   – Gare de Lyon
- Busshållplats Paris Gare de Lyon – Paris bussnät